# Kivačské vodopády
Kivačské vodopády či Vodopády Kivač (rusky Кивач, karelsky Kivačču, finsky Kivatsu) jsou vodopády na řece Suna v Karélii v Rusku. Jejich průtok byl ovlivněn energetickými vodními díly.

## Geografická charakteristika
Oblast severozápadního povodí Oněžského jezera je charakteristická úzkými říčními údolími spojujícími úzké jezerní plochy směřujícími ze severo - severozápadu na jiho - jihovýchod. Říční síť tak kopíruje tektonické lomy z třetihorního období a zároveň překonává morénové překážky modelované ledovcovou činností z období před 7 až 7 500 tisíci lety. V místech, kde glaciální nánosy proráží voda až na vyvřelé horniny starších vrstev, vznikají vysoké a stabilní prahové stupně. Typickým příkladem takové říční sítě je povodí řeky Suna, která ústí do Kondopožského zálivu Oněžského jezera. Řeka vytváří přes dvacet výraznějších prahových stupňů, z nichž nejvýznamnější se nachází na dolním toku, kde její průměrný průtok přesahuje 60 m³/s a zaručovala si tak dostatečnou lidskou pozornost. Jedná se o vodopády Girvas a Poor-Porog po výtoku z jezera Vikšozero a vodopády Kivač po výtoku z jezera Pandozero.

## Všeobecný popis
Na délce zhruba 175 m překonává řeka čtyři kolmé stupně o celkové výšce 10, 7 m. Nejvyšší dolní stupeň dosahuje výšky přes 7 m. Kromě tohoto hlavního toku obchází řeka ještě ostrovní vyvýšeninu při levém břehu a v podobě soustavy menších proudů padá do vývařiště pod posledním stupněm hlavního vodopádu jako boční vodopád.  
Podnebí se vyznačuje dlouhou, výrazně mrazivou zimou a krátkým létem. Průměrná roční teplota vzduchu je 2,4 °C. Průměrná doba bezmrazového období je od 100 do 150 dnů. Plné vegetační období trvá pouze 3 měsíce. V tomto období je počasí poměrně nestabilní a v podobě povodňových epizod může návštěvníky překvapit i neočekávaným navýšením průtoku. Jarní velká voda je samozřejmostí na konci května, zimní návštěva zaručuje průtok mezi mohutnými ledopády.

## Průtokové poměry
Průměrný přirozený průtok na vodopádech je 66 m³/s. To byl tedy průtok poskytující zážitek caru Alexandrovi či fotografu Sergeji Prokudinovi. Voda řeky Suna však byla odvedena pro potřebu Sunské kaskády vodních elektráren. První na kaskádě je Paleozjorská elektrárna, jejíž pracovní spád byl vytvořen přehrazením řeky Suna nad vodopády Girvas. V tomto místě je průměrný průtok kolem 60 m³/s. Kdysi stejně slavné vodopády Girvas a těsně po nimi ležící vodopády Poor-Porog jsou tak po většinu roku suché. Mezi přehrazením v tomto místě a vodopády Kivač však řeka Suna nabírá na přirozeném povodí ještě 6 m³/s, což je nyní průměrný průtok na vodopádech. Tento průtok může být v době tání sněhu až desetinásobný stejně jako při letních dešťových povodní.
Celková hltnost turbín Paljeozjorské vodní elektrárny je 87 m³/s a celková hltnost turbín pod ní ležící Kondopožské elektrárny je 110,2 m³/s. Nad původním korytem řeky Suna jsou vodní propusti, umožňující historické koryto řeky použít jako součást přelivového systému. Běžné jarní maximum činí sedminásobek průměrného průtoku. Průměrný roční nadbytek, který turbíny elektráren nemohou zpracovat, přesahuje 73 milionů m³, pro případ dvěstěleté vody je historické koryto řeky připraveno pro převedení vody přes 600 m³/s.

## Historie
Vodopády Kivač jsou v celé kaskádě na řece Suna nejznámější. Legenda o vzniku vodopádů je známá už od 16. století. Dvě sestry jménem Suna a Šuja šly spolu životní poutí dlouhá léta a vše vypadalo tak, že spolu půjdou společnou cestou navěky. Jednou však již unavená Suna ulehla k odpočinku, poslala svou sestru napřed a usnula. Když se probudila, zjistila, že jí Šuja zcela utekla a rozeběhla se za ní. Veškeré překážky na cestě prorážela s obrovskou silou v úporné ale marné snaze svou sestru dohnat. Tak vznikly i Kivačské vodopády. (Obě zhruba stejně velké řeky tekoucí v souběžných údolích se nedaleko od sebe samostatně vlévají do Oněžského jezera)
O vodopádech psal oslavné básně známý ruský osvícenecký básník Gavril Děržavin, slavný předchůdce Puškinův. V roce 1868 navštívil vodopády sám car Alexandr II. Nikolajevič a od té doby se vodopády staly oblíbeným, ale především nutným výletním cílem petrohradské smetánky.  Začátkem 20. století navštívil všechny vodopády na řece Suna i autor unikátní metody barevné fotografie Sergej Prokudin Gorskij. V roce 1931 vznikla v okolí vodopádů i jedna z nejstarších přírodních rezervací Ruska.

## Současnost
Národní park Kivač o rozloze 10 930 ha je domovem 216 druhů ptáků a 42 druhů savců. Kivačský bor tvoří obrovské borovice unikátních tvarů běžného stáří přes 300 let. Vodopády jsou konečným zakončením cesty atlantského lososa a mořského pstruha. I průtok o hodnotě zlomku historické hodnoty zaručuje dostatečnou turistickou přitažlivost. Začátkem 21. století je neustále rostoucí návštěvnost parku předmětem úvah o potřebě její regulace.

## Galerie

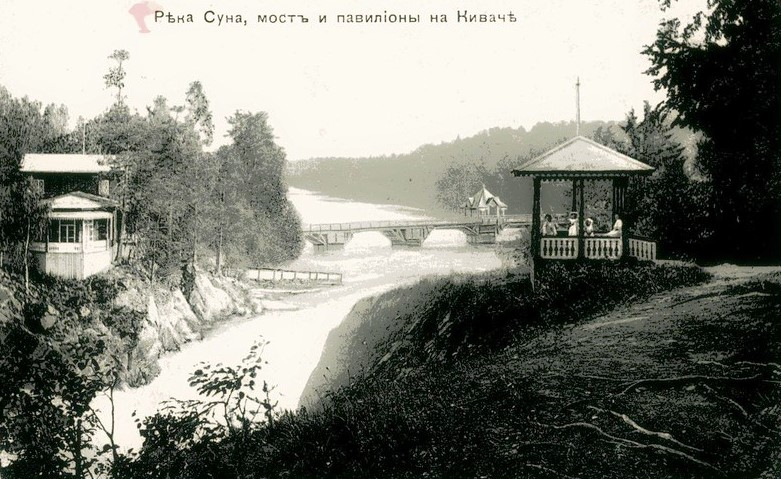
Car Alexandr II. nechal po své návštěvě vystavět altány a most
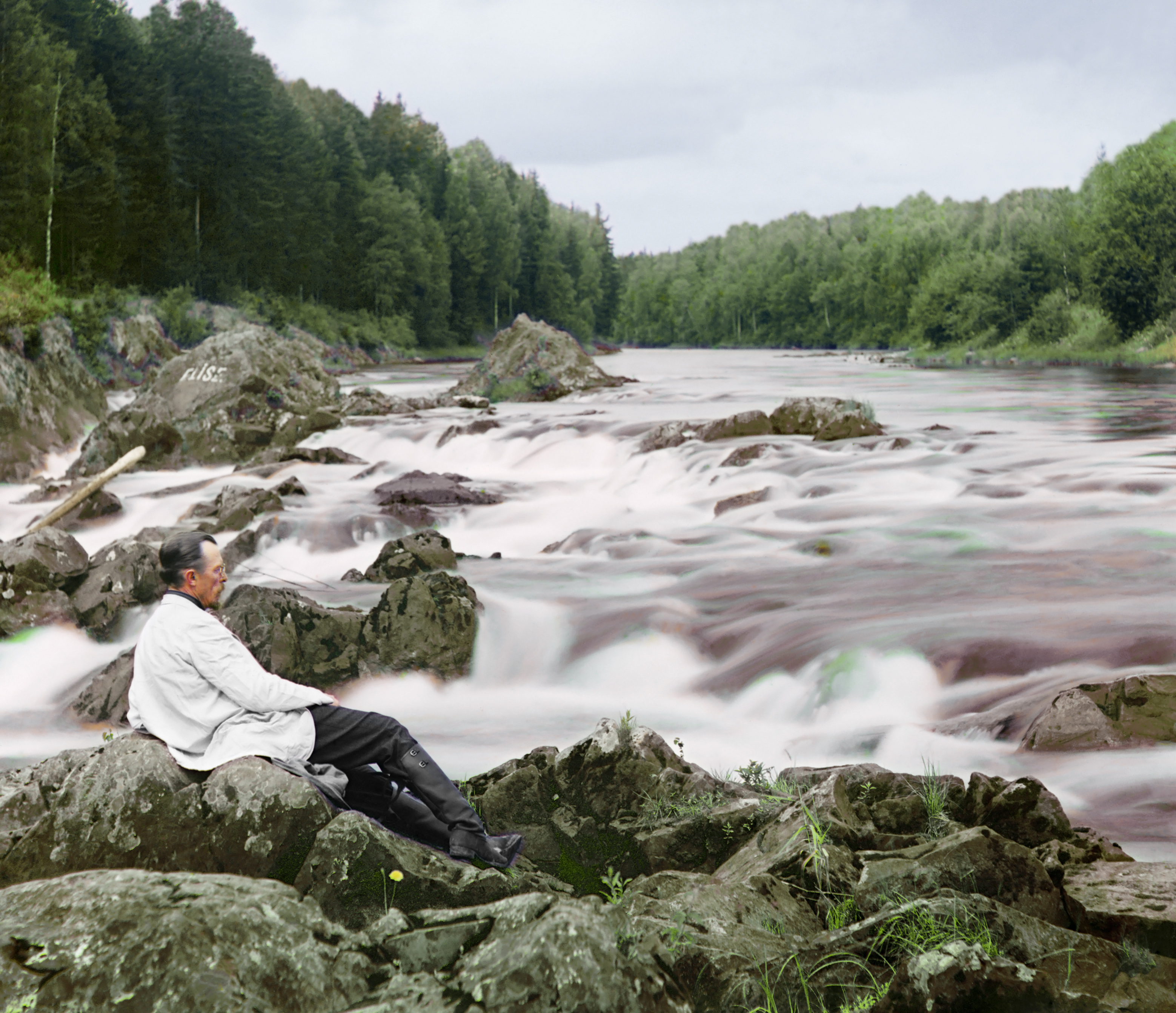
Sergej Prokudin Gorskij na břehu Suny začátkem 20. století
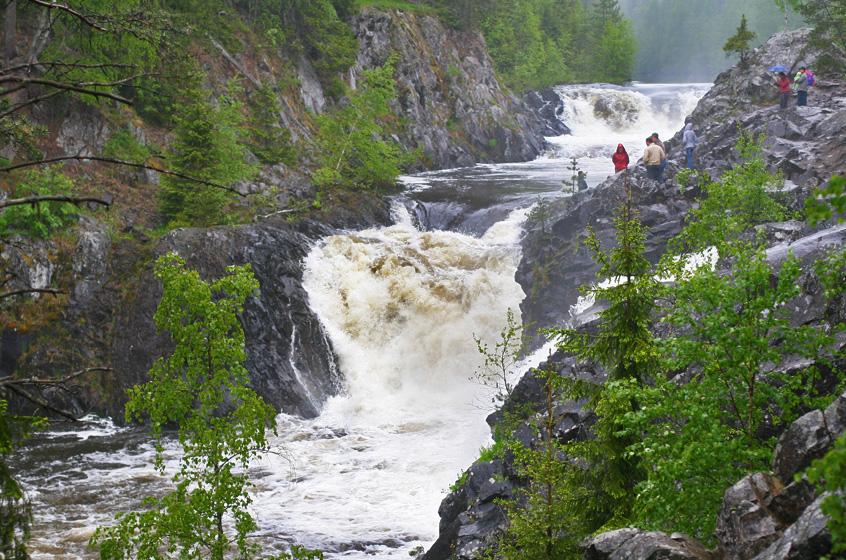
Vysoký vodní stav při letní povodni
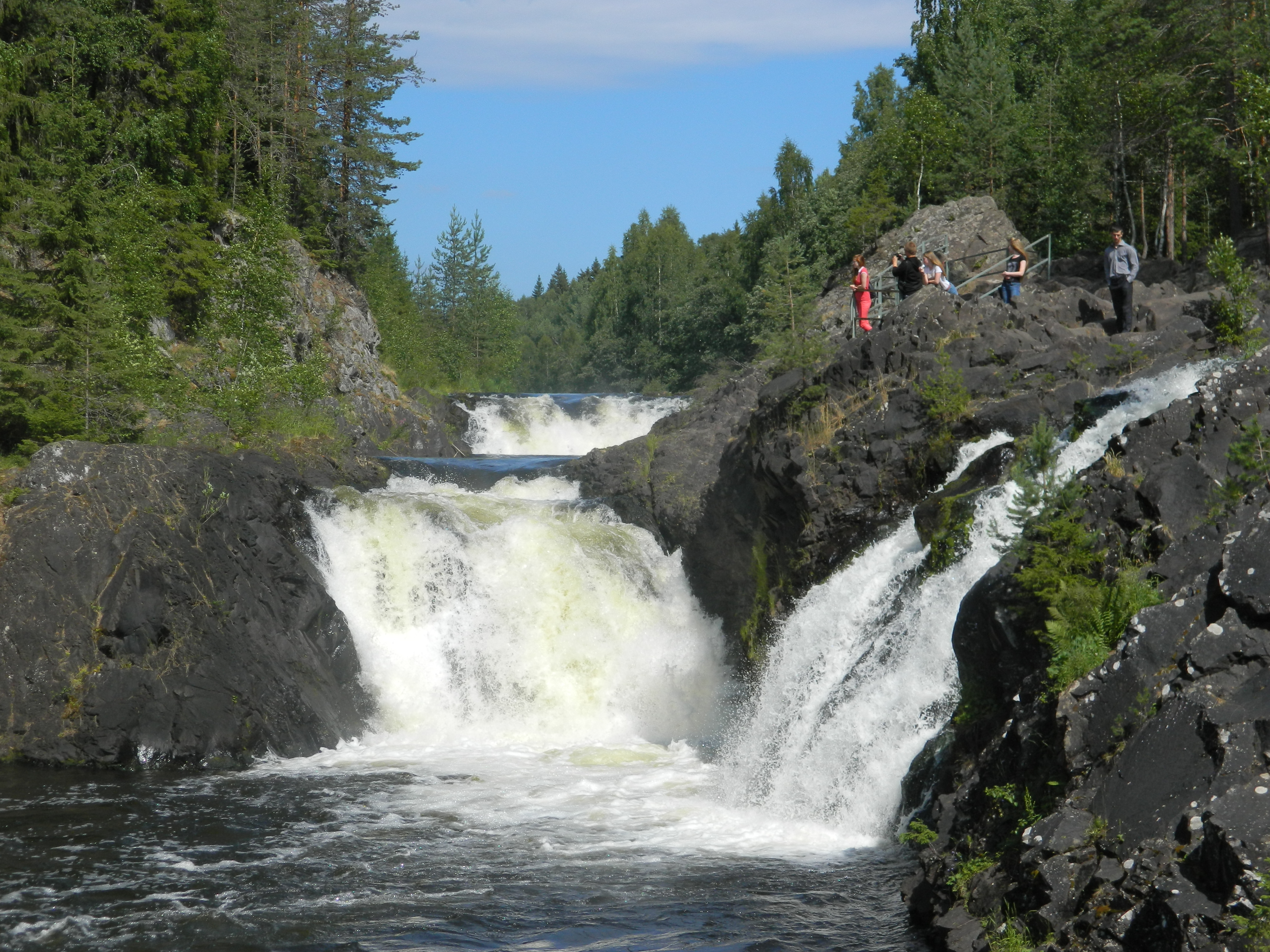
Záběr s bočním vodopádem
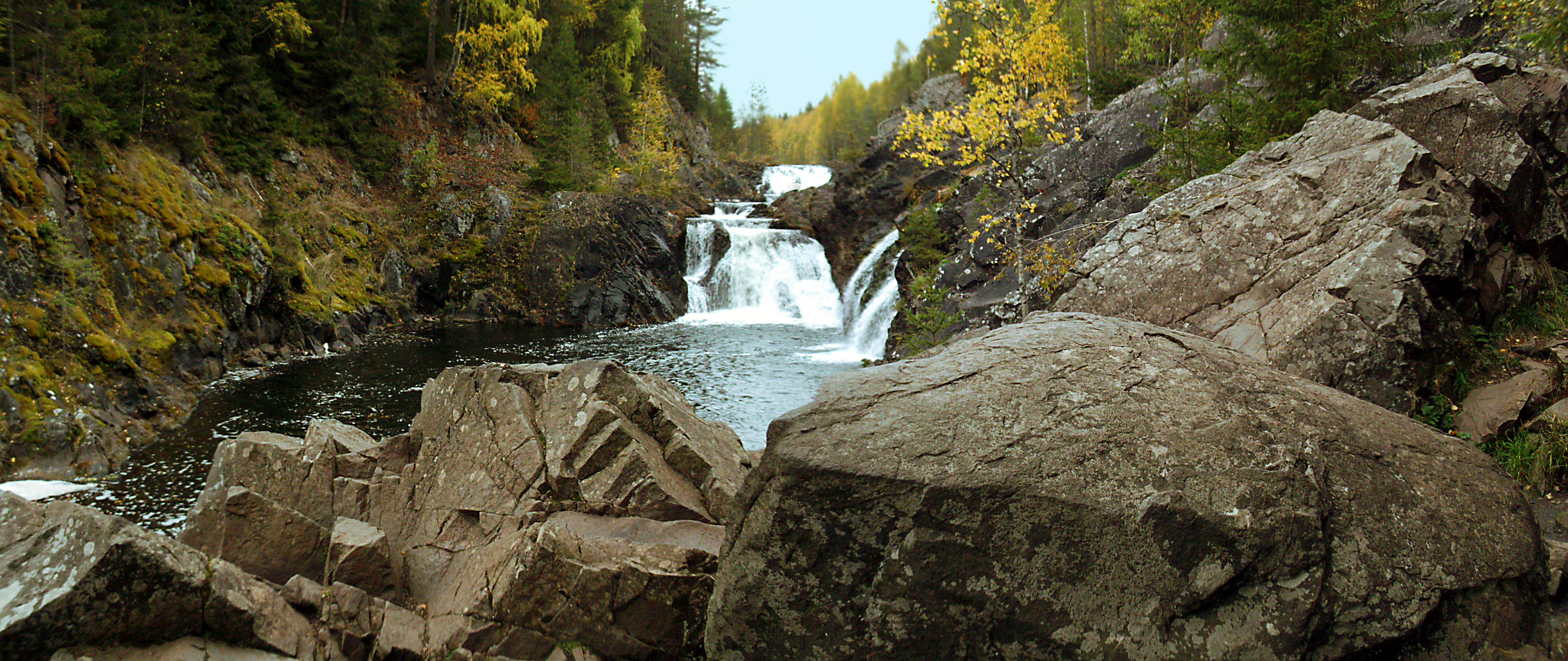
V podzimních barvách
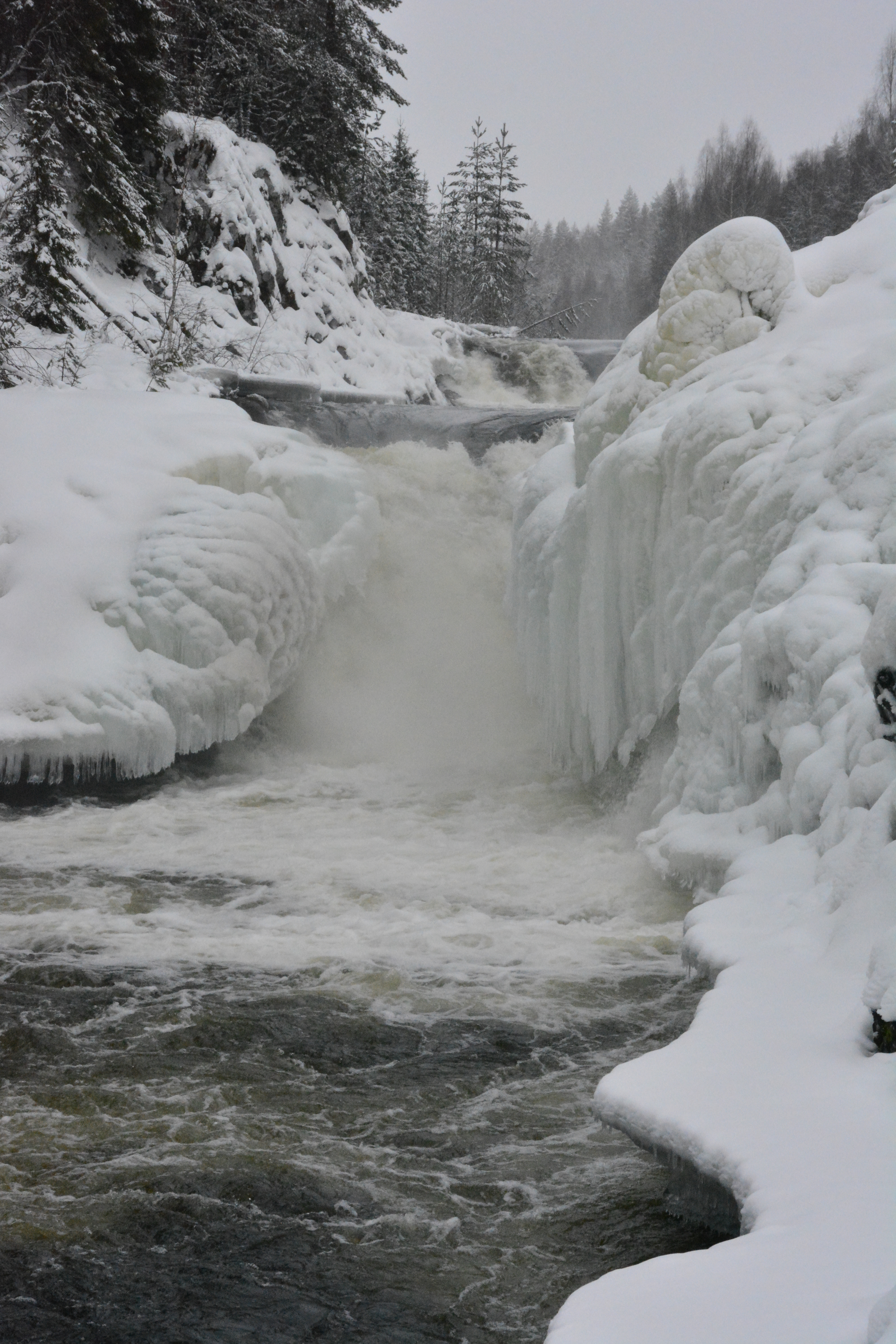
V době největších mrazů
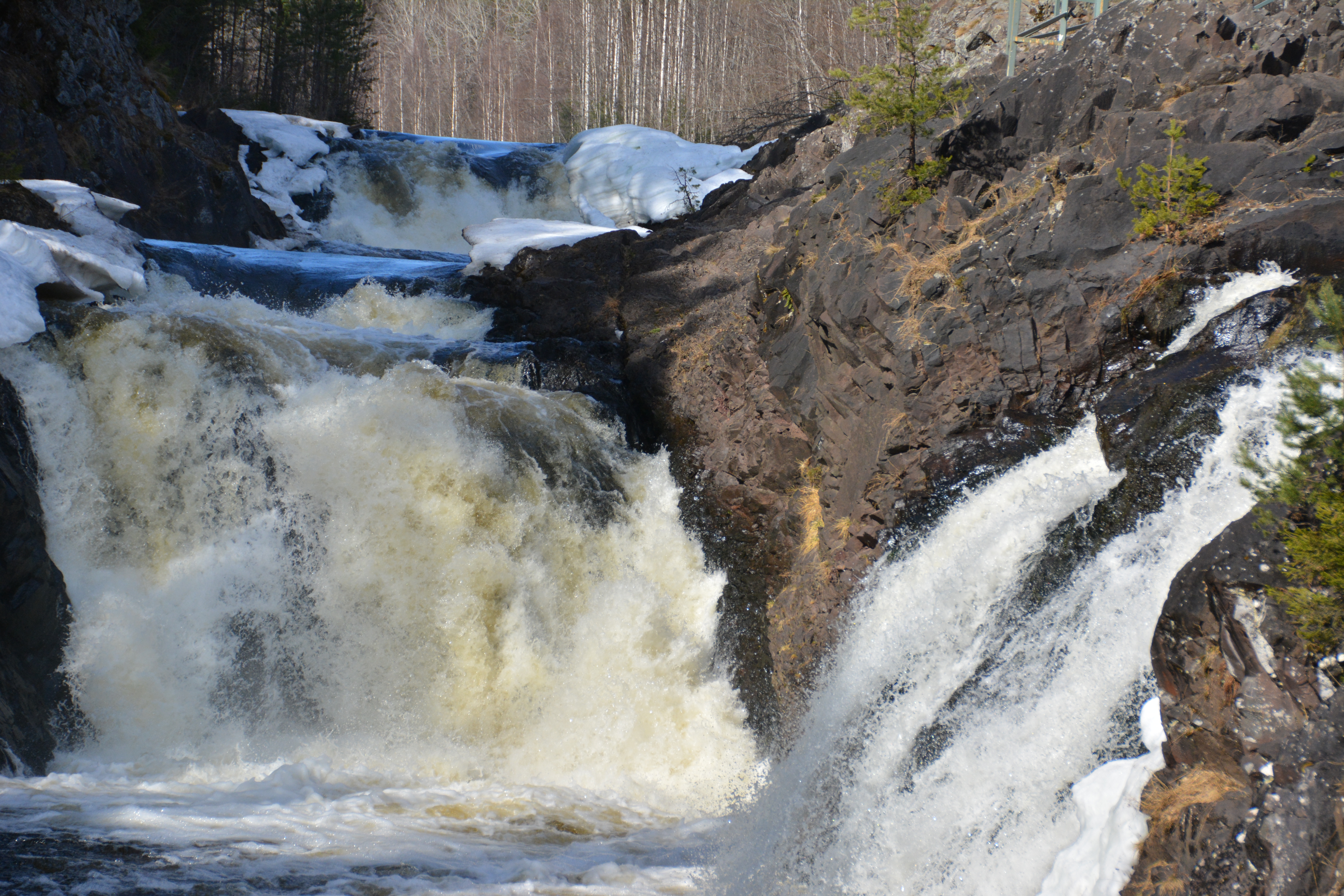
Těsně před začátkem jarní povodně